# Mörkhättad topptyrann
Mörkhättad topptyrann (Myiarchus tuberculifer) är en fågel i familjen tyranner inom ordningen tättingar. Den har en mycket vid utbredning från sydvästra USA till Argentina.

## Kännetecken

### Utseende
Mörkhättad topptyrann är likt de flesta topptyranner en rätt stor medlem av familjen med grått bröst, gulaktig undersida och rostfärgade inslag i vingar och stjärt. Denna art är relativt liten (15–17 cm) med tunn näbb, otydliga vingband och ingen eller mycket litet rött i stjärten. På huvudet är den något mörkare på hjässan.

### Läte
Lätet är en tydlig, lång och sorgsam vissling, i engelsk litteratur återgiven som "hweeeeeeew". Även vassa "whit" hörs. Sången är ett lågt visslande "pidi pew pew ppedrrrrrrrrr" eller ett otåligt "pididi-peeeeer".

## Utbredning och systematik
Mörkhättad topptyrann delas in i 13 underarter med följande utbredning:
- Myiarchus tuberculifer olivascens – sydvästra USA och nordvästra Mexiko, övervintrar i Oaxaca
- lawrenceii-gruppen
  - Myiarchus tuberculifer lawrenceii – östra Mexiko (Nuevo León) till högländer i Guatemala
  - Myiarchus tuberculifer querulus – sydvästra Mexiko (södra Sinaloa Oaxaca), Tres Marias-öarna
  - Myiarchus tuberculifer platyrhynchus – Cozumel Island (utanför Yucatánhalvön, östra Mexiko)
  - Myiarchus tuberculifer manens – sydöstra MexiKo (södra Yucatánhalvön)
  - Myiarchus tuberculifer connectens – Guatemala till norra Nicaragua
  - Myiarchus tuberculifer littoralis – Stillahavssluttningen från sydöstra Honduras till nordvästra Costa Rica
  - Myiarchus tuberculifer nigricapillus – sydostligaste Nicaragua till Costa Rica och västra Panama
  - Myiarchus tuberculifer brunneiceps – tropiska östra Panama och västra Colombia
- tuberculifer-gruppen
  - Myiarchus tuberculifer pallidus – norra Colombia till norra och västra Venezuela
  - Myiarchus tuberculifer tuberculifer – östra Colombia till Surinam och Amazonområdet i Brasilien, sydöstra Brasilien; Trinidad
- nigriceps/atriceps-gruppen
  - Myiarchus tuberculifer nigriceps – sydvästra Colombia till västra Ecuador och nordvästra Peru
  - Myiarchus tuberculifer atriceps – Andernas östsluttning i Ecuador till östra Peru, Bolivia och nordvästra Argentina

Genetiska studier tyder på att den egentligen utgör flera arter, där populationer i Mexiko och Panama står närmare jamaicatopptyrannen (M. barbirostris) än sydamerikanska fåglar.

## Levnadssätt
Fågeln hittas i olika skogstyper, både torra och fuktiga. Födan består av leddjur. I USA häckar den från mitten av maj till slutet av juli, i Centralamerika från mitten av april till mitten av juni.

## Status och hot
Arten har ett stort utbredningsområde och en stor population, men tros minska i antal, dock inte tillräckligt kraftigt för att den ska betraktas som hotad. IUCN kategoriserar därför arten som livskraftig (LC). Beståndet uppskattas till 20 miljoner vuxna individer.